# 炎神戦隊ゴーオンジャーの登場人物
炎神戦隊ゴーオンジャーの登場人物（エンジンせんたいゴーオンジャーのとうじょうじんぶつ）では、特撮テレビドラマシリーズ『炎神戦隊ゴーオンジャー』に登場する架空のキャラクターについて記述する。
下記の登場人物のうち、早輝、美羽、ケガレシアの女性3人は「G3プリンセス」、走輔ら男性5人は「G5プリンス」として、一時的にアイドルユニットを結成したこともある。

## 正義の味方
地球にやってきた炎神たちのドライバーとして選ばれ、地球を汚染しようとするガイアークと戦う「ヒューマンワールド」の戦士たち。
以下に記述するキャッチフレーズは 変身前 / 変身後。変身後は全員「○○カイ!」で韻を踏んでいる。
総裏大臣ヨゴシマクリタインを倒したあとは炎神たちといったん別れ、新たな生活を送っていたが、害統領バッチードの暗躍により炎神たちと再会、ともに異世界へと旅立つ。バッチードを倒してからもガイアークの残党を倒すために活動を続けている。
当初ゴーオンジャーとして戦っていたのは、レース場でガイアークの襲撃に居合わせ、逃げずに立ち向かおうとした勇気をボンパーに認められた走輔、連、早輝の3人で、後にゴーオンジャーとガイアークの戦いに巻き込まれた範人と軍平が新たに加わり5人となる。「ゴーオンジャー」の名は、走輔ら5人に加えウイングスの2人を含めた7人の総称としても用いられる。戦隊のマークは「G」の字を図案化したもの。
普段はギンジロー号というキャンピングカーを移動の足としており、同時に彼らの住処ともなっている。一般人には「正義の味方」として存在が認知されており、変身前の姿は知らなくても、変身後の姿を見れば大抵の人物がゴーオンジャーだと分かる上に、携帯サイトでの人気投票も劇中で登場する。GP-30ではガイアークのドリンクを吸収した走輔と蓮が主婦に対してインチキ商売を行った時の様子からゴーオンジャー側も特に正体を隠しているわけでもない。

### 炎神戦隊ゴーオンジャー
集合時の口上は「正義のロードを突き進む! 炎神戦隊、ゴー! オンジャー！」、勝利後は「ゴーオンジャー、チェッカーフラッグ!」である。
ゴーオンジャーの5人の姓の頭文字を繋げると「え・こ・ろ・じ・い（エコロジー）」となるなど、過去の戦隊でもたびたび取り入れられてきたアナグラムの要素が盛り込まれている。さらに、5人の名字には車でドライブできる場所の漢字（角、坂、山、城、原）が含まれている。5人が普段着ているゴーオンジャケットには前にはキャッチフレーズが書かれており、後ろには自身と同じ色のパートナー炎神の機体番号と口癖が書かれている。
江角 走輔（）
演 - 古原靖久、少年時代 - 照井宙斗（GP-43）
ゴーオンジャーのリーダー格。一人称は「俺」。奇跡が起こることをいつも願っていたことから奇跡の江角の異名をもち、レーシングチームの若手雇われドライバーの実力派として活躍していた元カーレーサー。口癖は「○○だ（する）ぜ!」、「マッハで○○!」。オープニングクレジットやジャケットでのキャッチフレーズは「スピードキング（SPEED KING）」。
切り込み隊長的な存在で、せっかちで猪突猛進な負けず嫌い。ポジティブで楽天家で、直情径行することも多いおっちょこちょいな面もあるが、予測不可能な奇策と根性で状況を打開する力とその潜在能力は大翔からも一目置かれるほどに高く、メンバーからの信頼は篤い。また、子どもに対しては非常に優しく面倒見がよい。自分から幸運と勝利を呼び込むタイプで、類稀なる強運を持ち、特製のメダルによるコイン占いでは外れたことがないが、稀に裏が出た時は本当に悪いことが起こる。寝相が悪く、ベッドから落ちていることが多い。
ベアールV曰く、「いつも正義満タンで悪に対する抵抗がなかった」ため、連とともにガイアークのドリンク・ガイアクアを吸収してしまった際には慇懃無礼なインテリ系の悪人に豹変している。
ヨゴシュタインの攻撃を受けたことが原因で生と死の境をさまようが、仲間たちが巨大化したヨゴシュタインを倒した直後に復活する。
炎神たちと別れてからはレーサーに復帰するものの、ブランクの期間が長かったため、カートのレーサーになっている。
『侍戦隊シンケンジャーVSゴーオンジャー 銀幕BANG!!』では黒髪で登場。
2011年放送の『海賊戦隊ゴーカイジャー』第35、36話および2024年放送の『爆上戦隊ブンブンジャー』バクアゲ12（第12話）にもゲスト出演。
- 髪型は徐々に金髪の逆立ったものへと変化していった。これは演じる古原の意図によるもので、企画時に漫画『ドラゴンボール』のスーパーサイヤ人をイメージしたものを提案し採用されなかったものを、1ヶ月半かけて確信犯的に少しずつ変えていったという。セットには時間がかかるため、古原は毎回午前4時45分にメイクルーム入りしていた。

ゴーオンレッド
声 - 古原靖久、スーツアクター - 福沢博文
江角走輔が変身する戦士。名乗り文句は「マッハ全開！」。
どんな敵も恐れぬ勇敢で熱い心を持つ。素早さに優れる。

香坂 連（）
演 - 片岡信和、少年時代 - 伊集院峻平（GP-25）
状況を分析し、作戦を立てる頭脳派で、ゴーオンジャーの参謀格。一人称は「俺」。老舗割烹旅館「香坂」の跡取りと目されていたが、夢だったレースチームのメカニックになるために家を出て、レース場の送迎バス運転手として働いていた。オープニングクレジットやジャケットでのキャッチフレーズは「サイクロペディア（CYCLOPEDIA / 百科事典）」。
博識で情報収集に余念がなく、クイズ王にもなったことがあるほど雑学に詳しく、頻繁にメモをとっているメモ魔。物腰は丁寧で「ズバリ」「○○っす」という口癖があるが、これは幼少期からのもの。また、板前の修行歴があるためギンジロー号の炊事を一手に引き受けており、特に卵料理に関しては絶品である。これらの特技は元々は病弱な母親のために始めたことがきっかけとなっている。またメカニックとしての腕も抜群で、ボンパーとともに炎神のメンテナンスや改造もこなしており、「キューユソウル」や「トーコンソウル」、「カンカンバー」も彼の発明である。
基本的に穏やかな人柄で、ゴーオンジャーの潤滑油兼まとめ役のオカン的な存在。しかし時折、奇行に走る走輔や軍平などに対して皮肉や毒舌を吐くこともある。彼が幼少のころお祈りをしたりしていた「お地蔵さま」（害水機士ウズマキホーテ）が破壊されそうになった時や、ヨゴシマクリタインの圧倒的な力を前に戦意を喪失した際には、普段の落ち着きぶりを失い、取り乱していた。
走輔と共にガイアークのドリンクを吸収して悪に染まった際には、走輔と対照的に粗暴な性格になり、共に「ガイアーク保険」というインチキ商売を行っている。
炎神たちと別れてからは走輔のメカニックになる。
ゴーオンブルー
声 -片岡信和 、スーツアクター - 押川善文
香坂連が変身する戦士。名乗り文句は「ズバリ正解！」。
ゴーオンジャーの中でも洞察力に長け、冷静な戦いを行う。怪力の持ち主でもあり、豪快な攻撃も得意とする。

楼山 早輝（）
演 - 逢沢りな、少女時代 - 菊池和澄（GP-24・34）
パティシエール志望で、製菓学校に通っていた少女。一人称は「私」。レース場の売店でアルバイトをしていた際に事件に巻き込まれ、ゴーオンジャーになる。オープニングクレジットやジャケットでのキャッチフレーズは「スウィートエンジェル（SWEET ANGEL）」。
鹿児島県出身で、怒ると鹿児島弁が出る。美人だが超わがままで性格の悪い早苗（）という姉がおり、早輝は幼いころに彼女からたくさんの手ひどい仕打ちを受けているため、彼女のことを「悪魔」と呼んでおり、ガイアーク以上に恐れている。「G3プリンセス」のスマイル担当でもある。ペーパードライバー。
誰にでも優しく接し、どんな時でも笑顔を絶やさない元気な少女で、「スマイル、スマイル」がモットー。この言葉を、人を励ます時によく使う。その反面、責任感は強く、悩みを抱え込んで落ち込むなど繊細な面がある。走輔と連以外の仲間たちが消滅した時には彼らのことを思うあまりに食欲不振になったり、キタネイダスとケガレシアが亡くなった際には両者の手を携えるなど、他者の命に対して別け隔てなく尊ぶ慈悲深い一面もある。また、お化けを前にしても臆することなく、逆に苦手で怯えきっていた大翔を鹿児島弁で叱咤するなど気丈な一面を見せることもある。
おしゃれや流行にも敏感で、暇な時はおしゃれに没頭したり流行の雑誌を読み漁ったりする。常に鏡は手放さないが、寝癖は酷い。菓子作りは大得意だが、菓子以外の料理もすべて異常に甘い味付けにしてしまう味音痴で、製菓学校に通っていた際もこれを先生に指摘されて以来学校に行っておらず、本人も悩んでいる。しかし範人の説得で、改めてケーキ屋を開く決意をする。
範人とは年齢が近いこともあってか仲がいいようで、よく一緒にいる。
炎神たちと別れてからはケーキ屋でパティシエの修行をしていたが、『10 YEARS GRANDPRIX』ではメンバーと決別し政府の広報官になっている。また、劇中で唯一ゴーオンジャケットを着ていない。
2011年公開の劇場作品『ゴーカイジャー ゴセイジャー スーパー戦隊199ヒーロー大決戦』、『海賊戦隊ゴーカイジャー THE MOVIE 空飛ぶ幽霊船』にも登場。
ゴーオンイエロー
声 - 逢沢りな、スーツアクター - 人見早苗
楼山早輝が変身する戦士。名乗り文句は「スマイル満開！」。
小柄な体格を活かして素早く動き、相手の死角からの攻撃を得意とする。また、多彩なキック技も用いる。

城 範人（）
演 - 碓井将大
フリーターで、ゴーオンジャーにアルバイト感覚で加入した少年。一人称は「僕」。様々なアルバイト遍歴を持ち、ゴーオンジャーになってからも加入当初は暇であればアルバイトを続けており、他の皆を困らせていた。オープニングクレジットやジャケットでのキャッチフレーズは「ヴァガボンド（VAGABOND / 放浪者）」。
ゴーオンジャーの中では楽天的かつムードメーカーで、「何とかなる」が口癖。無邪気な性格で人懐っこいが、反面美人に会うとすぐに惚れてしまうなど軽薄なところが欠点。欲を持たず好奇心が強く、宝探しなどでも宝そのものではなく、その冒険を求めている。
範人が主役の回では他のメンバーなど（主に女性）を励ましたり、助言を与えたりしている。
軍平とはゴーオンジャーに加入する前に成り行きで出会ってから仲が良く、ゴーオンジャーへの加入も軍平の仲間と勘違いされたことがきっかけである。
前述のように早輝とも仲がいいようではあるが、好意はそれほど抱いていない様子。
両親の実家は北海道と九州にある。
ケガレシアの変装した汚石冷奈に一目惚れしたり、『銀幕BANG!!』で花織ことは（シンケンイエロー）に好意を抱くなど惚れっぽい面もある。また、GP-27では女装したこともあり、他のメンバーからは絶賛されていた。
炎神たちと別れてからは再びフリーター生活を送っているが、軍平の手錠で遊んでいてひどい目に遭っている。
『劇場版 炎神戦隊ゴーオンジャーVSゲキレンジャー』では「恐竜や」で働いていたことが明らかになる。
ゴーオングリーン
声 - 碓井将大、スーツアクター - 竹内康博
城範人が変身する戦士。名乗り文句は「ドキドキ愉快！」。
アクロバティックな動きを得意とし、予測不能でトリッキーな動作で相手を翻弄したり、敵の攻撃をかわしたりする。また、パンチ技も優れる。

石原 軍平（）
演 - 海老澤健次
元警察官。一人称は「俺」。当初自らを「元刑事」と称していたが、後に同僚だった左京によって、「元刑事」はハッタリであり、刑事への辞令は下りていたが異動前に退職していたことが明かされている。オープニングクレジットやジャケットでのキャッチフレーズは「チェイサー（CHASER / 追跡者）」。
地道な捜査に基づいて敵を追い詰めるプロフェッショナル。しかし劇中ではたびたび前歴から来る堅物さ・生真面目さを逆手に取られたギャグメーカー的な役割を担うことが多く、思い込みが激しく不器用かつ少々ドジで詰めが甘い性格で、いささかトンチンカンな面がある。読唇術が得意。また子供や甘いものが苦手な面もある。一方、母親を想う連の気持ちを理解するなど根は仲間想いで、自分の人気のなさに悩むなど意外とシャイな一面もある。口癖は「かっこ良すぎる（ぜ）…」。
警察を超える存在である正義のヒーローに対して強い憧れを抱いており、管轄の問題でガイアークに手出しできない警察組織の積極的でない姿勢に業を煮やして退職、半ば強引にゴーオンジャーのメンバーとなる。当初は走輔たち3人より自分の方がヒーローに相応しいと考えていたため、ボンパーを炎神キャストごと誘拐したり、お気楽な他メンバー（特に直感で動く走輔）に憤りを感じ、しばしば衝突することもあった。しかし回を重ねてその絆を深めていくとともに、他のメンバーの突拍子な行動にも理解を示し、誰よりも積極的に協力したり、一途に応援しようとするなどして打ち解けていく。また、上記の通りゴーオンジャー加入以前から一緒だった範人とは非常に仲がいい。
炎神たちと別れてからは警察に復帰し、刑事となる。
ゴーオンブラック
声 - 海老澤健次、スーツアクター - 今井靖彦、清家利一
石原軍平が変身する戦士。名乗り文句は「ダッシュ豪快！」。
体格を活かした豪快な技を使い、射撃能力が秀でている。

### ゴーオンウイングス
GP-16から登場。ゴーオンジャーよりも前に炎神のパートナーとして選ばれた2人の戦士。その正体は、ヒューマンワールドで負傷して身動きが取れなくなっていたトリプターとジェットラスの心の声を聞き取って救出した須塔兄妹である。ヒューマンワールドに迫るガイアークの脅威を聞いた2人は、マシンワールドにて戦士としての厳しい訓練を積み、戦闘のプロとなる。ゴーオンジャーとは同じガイアークと戦う者同士共闘関係にあり、明確な決裂・対立こそないものの、実力の格差や性格、意識の不一致などから摩擦が起きることもしばしば。
須塔財閥の後継ぎとしてセレブ家庭に育っており、普段は海の見える別荘を拠点とするなど、ゴーオンジャーとは別行動を取っている。そのためギンジロー号でその日暮らしの生活を送るゴーオンジャーとは、金銭感覚が全く違い、ゴールドカードで買い物を済ませている。
一度炎神たちと別れてからは再びセレブな生活を送るが、後に炎神たちと再会、その後はゴーオンジャーや炎神たちとともにガイアークの残党を倒すために異世界を渡り歩いている。
集合時の口上は「テイクオフ! ゴーオンウイングス!」、勝利後は「ゴーオンウイングス、タッチダウン!」である。ただし、『BUNBUN!BANBAN!劇場BANG!!』や走輔が瀕死になったGP-36での名乗りの際にはゴーオンジャーの口上である「正義のロードを突き進む!炎神戦隊ゴーオンジャー!」をゴーオンジャーとともに名乗っている。
須塔兄妹の名字には管制「塔」の漢字、名前には羽の文字がそれぞれ含まれている。また、須塔兄妹の名前は大・羊・羽の3文字の組み合わせで構成されている。
『ゴーオンジャーVSゲキレンジャー』では過去に拳聖の一人、ゴリー・イェンから獣拳を学んでいたことが明かされる。
須塔 大翔（）
演 - 徳山秀典、少年時代 - 江原省吾（GP-44）
須塔兄妹の兄。一人称は「俺」。冷静沈着かつクールな性格と論理的な思考の持ち主で、少し気障な一面もあるが、根は面倒見がよく、思慮深い兄貴肌な人物である。オープニングクレジットでのキャッチフレーズは「フィロソファー（PHILOSOPHER / 賢人）」。
得意とするボクシングの鍛錬を日々欠かさず、ボクシング以外でも、運動・学問・料理などあらゆる分野を完璧にこなす多才な人物で、多くの分野からスカウトを受けていた。しかし本人はそのような生活を良くは思っておらず、自分と美羽しかできないこと（「オンリーワンのときめき」）をすると心に決めており、ボエールとの出会いをきっかけに戦う道を選んだ。常人を遥かにしのぐ第六感の持ち主でもあり、特にガイアーク出現などの危機に対してはボンパー以上に素早く、そして正確に察知することができる。一方で、妹である美羽の身に危険が及んだ際には、普段の冷静さを失い、短慮な行動に出てしまうこともある。
幼少のころ、祖父から聞かされていた怪談話が原因でお化けが大の苦手となってしまい、現在でもお化けに遭遇した際には、パニックを起こしたり、子供のように怯えきってしまうほど、唯一の弱点となっていたが、後に早輝に叱咤されたおかげで克服する。
登場当初は高慢で完璧主義者のような振る舞いを見せており、未熟なゴーオンジャーの面々を快く思わず、自分達の道で進んでいく事しか考えており、無愛想に接する事が多かった。しかし幾度に渡る共闘や、時にゴーオンジャーから力を借りたことで窮地を乗り切ったことなどをきっかけに次第に彼らの力を認め、前述の態度を軟化させると共に、コミカルな言動など砕けた一面も見せるようになっていく。
ゴーオンゴールド
声 - 徳山秀典、スーツアクター - 渡辺淳
須塔大翔が変身する戦士。名乗り文句は「ブレイク限界！」。
相手の先を読む冷静な戦いを得意とし、自身と武器の限界を引き出して戦い、ボクシング殺法や空中攻撃を駆使する。

須塔 美羽（）
演 - 杉本有美、少女時代 - 吉田愛里（GP-44）
須塔兄妹の妹。一人称は「私」。気になることに対しては確かめずにいられない好奇心旺盛な性格で、人や物に魅力を感じた際は「キラキラ（している）」と表現する。フラワーアレンジメントを趣味とする。オープニングクレジットでのキャッチフレーズは「ラブリーセンセーション（LOVELY SENSATION）」。
兄である大翔同様に遥かに常人を凌ぐ第六感や危機察知能力などの鋭い感覚を持っており、これによって炎神たちの心の声を聞き取ったり、ボンパー以上にガイアーク反応を察知することが可能。登場当初は自分たちの実力をスタンスの違うゴーオンジャーに自慢しており、それ以来衝突することがあったが、ヒラメキメデスの罠にかかり、助けられてからは距離を保つようになる｡
大翔を「アニ」と呼び、「キラキラのアニ」だと自慢して全幅の信頼を置いている一方、走輔について「キラキラしている」と口にするなど彼に気があるような節も見せている。また、範人の女装を見て「あんな妹がいてもいい」と口にした大翔の頬をひねりあげたり、大翔が早輝の姉の早苗に惚れかけた際には大翔の耳をつかんで力ずくで制止したりと、意外とやきもち焼きである。
大翔と同様、お化けが唯一の弱点であるが、大翔ほどパニックになることはない。学校に通った経験がないため、学生生活に憧れている。「G3プリンセス」のラブリー担当でもある。
『空飛ぶ幽霊船』、『ゴーカイジャー』にもゲスト出演。
ゴーオンシルバー
声 - 杉本有美、スーツアクター - 野川瑞穂
須塔美羽が変身する戦士。名乗り文句は「キラキラ世界！」。
合気道をはじめとした華麗な体技は様々な実力を持ち、それを応用した戦いを得意とし、アクロバティックで華麗な動きから相手の急所をつくテクニカルな戦い方を行う。
- レギュラーとしては、スーパー戦隊史上初の女性追加戦士かつ女性シルバー戦士である。

### 正義の味方の支援者
ボンパー
声 - 中川亜紀子
長さ：66センチメートル / 幅：66センチメートル / 厚さ：66センチメートル / 重さ：66キログラム / 走行速度：時速66キロメートル
ジャン・ボエールによって作られた水先案内ロボット。正式名称は「Born-to Outerdimension and Mechanic X Pitcrew-type ENGINE-support Robot」であり、ボンパー（B.O.M.P.E.R.）はその略称である。装備の製作・炎神のメンテナンス、ガイアーク反応の探知などを行う。チェンジソウルや変身アイテム、武器などは全て彼の発明品。ケガレシアソウルに身体を乗っ取られ「ボンレシア」と呼ばれていたこともある。口癖は「ボンボン」。早輝からは、ボンちゃんと呼ばれている。一人称は「僕」だが、性別はないらしい。
好きな数字は"6"で、音楽はロックが好み。
耐水性もあり、GP-25では温泉に入っていたが、その後長時間のぼせてしまった。
GP-34では早苗により縛られたうえ、ギンジロー号を売却された。
ガイアークとの最終決戦後、炎神たちとともにマシンワールドに旅立つ。
『ゴーカイジャー』第35、36話にも登場。
- デザインはクラシックカーの丸いボンネットをモチーフとしており、フェンダーの顔にライトの両目、ホイールのサイドにバックミラーの耳、エアダクトの口にボンネットで開くお腹となっており、下にはバンパーを付けている。

## 炎神
平行次元の一つ「マシンワールド」の生命体。ヒューマンワールドの人類との対比は総じて巨大。劇中に登場する炎神は四輪駆動・二輪駆動型が多い。そのほかには、ガイアークによって数を減らされたことも踏まえ伝説の一族と称されるとりわけ大きな体躯のジャイアン族や、飛行能力を有する希少種のウイング族、そしてジャイアン族とウイング族双方の特徴を持つ炎神が登場している。また、6500万年前の古代炎神は列車型である。
炎神はマシンワールドと「リフレッシュホール」以外では10分間しか元の姿を維持できないため、通常は「炎神ソウル」と、「炎神キャスト」と呼ばれる縮小版のボディに分割している（炎神ソウルに関しては炎神戦隊ゴーオンジャー#ソウルを参照）。彼らが元の姿に戻り、本来の力を最大限に発揮するためにはパートナーとなった人間が炎神ソウルを炎神キャストにセットし、さらにパートナーがドライバーとなって操縦する一連の動作が必要となっている。劇中ではジャイアン族・古代炎神族はパートナーなしで10分以上の活動が可能だが、フルパワーは出せない。ベアールVのキャストにジェットラスのソウルなど、炎神ソウルを別の炎神キャストにセットしても元の姿に戻ることは可能である。
後にスピードルとベアールVの間に生まれた息子の炎神・マッハルコンが『ゴーカイジャー』に登場する（詳細は該当項を参照）。

### 中心となる5体とジャイアン族の炎神
エンジンオーに合体する3体が『ゴーカイジャー』第35話・第36話にも登場。
スピードル
声 - 浪川大輔
ゴーオンレッドの相棒であるスーパーカー型炎神。コンドルのような性質を持つ。機体番号「1」。キャッチフレーズは「勇気マンタン、ハイウェイスター」。
パートナー同様の直情型で、12体のリーダー的存在。スピードは炎神の中で最速を誇る。一人称は「オレ」。口癖は「ドルドル」。空気抵抗を抑える低いボディによる高速走行を可能とし、優れたディファレンシャルギアとトランスミッションによって急加速する。
ウイング族ではないがウイングを左右に展開することで飛行形態となり、気流に乗って短時間なら飛行可能のため、さながら猛禽類のように脚（エンジンオーの腕）を利用して敵を叩きつけるなどのジャンプ攻撃を行い、バスオンを台にして空中の敵に体当たりするスピードルブレイクや背面から炎を出して敵を爆破するスピードルバーストなどで攻撃する。エンジンオーの頭部・胸部・両腕を構成する。
しかし、トラブルに巻き込まれることも多いなど、パートナーの走輔に似てドジな一面もある。なお、古代炎神を説得する際、バスオンと同じく江戸っ子気質のべらんめぇ口調で話していた。
バスオン
声 - 江川央生
ゴーオンブルーの相棒である大型バス型炎神。ライオンのような性質を持つ。機体番号「2」。キャッチフレーズは「粋でいなせな安全運転」。
江戸っ子気質のべらんめぇ口調で、パートナーの連をしばしば「きょうでぇ（兄弟）」とも呼ぶ。一人称は「オイラ」、「オレ」。口癖は「オンオン」。
安全運転を信条とし、どんな攻撃にもひるまない頑丈なボディを活かした突進攻撃を得意とする。安定性の高いサスペンションで攻撃の衝撃を吸収・相殺する。客席を内部に完備しており、大勢の人々を安全に輸送可能。ルーフ部には強力なバスオンミサイルを内蔵。エンジンオーの腰部と両足を構成する。
ジャイアン族については当初は「何考えてるかわからない」と偏見的な見方をしていた。
ベアールV
声 - 井上美紀
ゴーオンイエローの相棒であるRV車型炎神。クマのような性質を持つ。機体番号「3」。キャッチフレーズは「愛嬌と度胸のタフガール」。
パートナー同様に活発な少女で、12体の紅一点。関西弁でしゃべる。愛称は「ベアール」。一人称は「うち」。口癖は「ブイブイ」。
元気の秘訣は好き嫌いなく何でもよく食べること。性能はバスオンと対照的でパワーは劣るが小回りが効き、彼と交互に連携行動をとる。不整地走行に優れ、大きな4つのタイヤにパワーを送達する4WDモデルで、山岳地帯や不整地を走破することが可能。超弾性ラジアルのチューブレスタイヤはパンクすることがない。アクセル全開で加速し上半身を丸ごと開いて空中の敵に噛み付くベアールアタックや空中からのボディープレス攻撃ベアールプレスの他、口内に備えられた多数のブイブイミサイルによる攻撃も可能である。エンジンオーの腹部を構成する。
ジャイアン族の炎神には「○○のおっちゃん」と呼び、ジェットラスのことを「トラやん」と呼ぶ。スピードルは呼び捨てにしていたが、『海賊戦隊ゴーカイジャー』では彼と結婚していたため彼のことを「ダーリン」と呼んでいる。
バルカ
声 - 保志総一朗
GP-03から登場。ゴーオングリーンの相棒であるバイク型炎神。シャチのような性質を持つ。機体番号「4」。キャッチフレーズは「気楽なドリーマー」。
ガンパードとともにヒューマンワールドに向かっていたが、途中で迷ったため、合流が遅れてしまっていた。明るい性格で、「マンマミーヤ！」「○○でアルデンテ！」など、でたらめなイタリア語を多用するラテン系気質。パートナー以上に能天気なところもある。一人称は「ボク」。主な口癖は「バルバルーカ」。
流線型の背ビレ型カウルとテールで空気を受け流し、抜群の空力特性を発揮し、曲芸的な走りに秀でる。軽い足回りを最大限に活かした走りで、カーブの多い逆境や狭い路地でも、フルスロットルのまま走行する。戦闘時には武器にもなる鋭い刃状態のテール（尾鰭）で、ボディを激しく回転させるバルカッターで、敵を攻撃する。
ガンパード
声 - 浜田賢二
GP-03から登場。ゴーオンブラックの相棒であるパトカー型炎神。シェパード並の嗅覚・聴覚を持ち、指紋や足跡をスキャンする能力を持つ。機体番号「5」。キャッチフレーズは「ハードな緊急出動」。
バルカとともにヒューマンワールドに遅れてやってきた。群れるのが嫌いな孤高の一匹狼だが、正義感はとても強い。スピードルには「ガンパー」と呼ばれることが多く、そのたびに「“ド”を付けろ、“ド”を!」と訂正している。GP-28では警察犬や刑事の役割も果たしていた。一人称は「オレ」。口癖は「ガンガガーン」。
卓越したスナイパー能力で、ボディ先端に内蔵されたガンパードガンからの射撃は百発百中。
キャリゲーター
声 - 津久井教生
GP-07から登場。ゴーオンジャーたちの相棒であるカーキャリア型の炎神。ワニのような性質を持つ。機体番号「6」。キャッチフレーズは「ジャイアントな千両役者」。
ジャイアン族に属する炎神であり、巨大な体で凄まじいパワーを発揮する。ジャイアン族は炎神同士を繋ぐ力があるといわれており、バルカやガンパードを背中に乗せることもできる。機体下部にはガンバルオーまたはG6用の頭部マスクがあり、G6フォーメーション時には集合コクピットになる。
ジャイアン族は他の炎神とは仲が悪いと言われており、当初は弱い人間とともに戦うバルカたちを毛嫌いしていたが、パートナーとともに戦う彼らに何かを感じ力を貸すこととなる。一人称は「拙者」で、語尾には「 - でござる」を付け、歌舞伎役者のような節回しで会話する。口癖は「ゲタゲータ（あ、ゲタゲータ）」。
頑丈な牙と大きなアゴで攻撃する。高い機動性を持ち、積載した2体分のエネルギーを連動・増幅し、驚異的な剛力を発揮するが、エネルギーの消費は激しい。
ジャイアン族の仇であるヨゴシマクリタインのことを激しく憎んでいる。
『10 YEARS GRANDPRIX』では姿のみ登場。

### ウイング族の炎神
いずれもゴーオンウイングスのパートナーである炎神たち。
トリプター
声 - 石川静
GP-15から登場。ゴーオンゴールドの相棒であるヘリコプター型炎神。ニワトリのような性質を持つ。機体番号「7」。キャッチフレーズは「縦横無尽トリッキー」。
ジェットラスとともにヒラメキメデスを追っていたがヒューマンワールドで身動きが取れなくなり、そこを大翔たちによって救われる。やんちゃな性格で、パートナーである大翔のことを「アニキ」と呼び、ジェットラスのパートナーである美羽のことを「美羽ちゃん」と呼んで慕っている。闘争本能が強く、当初はスピードルたちのような飛べない炎神たちをバカにしていたが、次第に認めるようになる。一人称は「オレっち」。口癖は「バタバター」。
ステルス性と旋回機能に優れており、ホバリングなどのアクロバット飛行が得意で、上部のローターを回転させて飛行する。ボディ左右に装備された12連装のミサイルポッドトリプターバタリオットによる砲撃と、身軽な動きを活かし敵を追い詰める。
ジェットラス
声 - 古島清孝
GP-15から登場。ゴーオンシルバーの相棒である戦闘機型炎神。トラのような性質を持ち、ステルス性の高いトラのような模様は敵に探知されにくい。機体番号「8」。キャッチフレーズは「銀（）のエアマスター」。
トリプターとともにヒラメキメデスを追い続けている。クールかつニヒルな性格で、パートナーの美羽を「バディ」と呼ぶ。一人称は「わたし」。口癖は「ギーン」。
攻撃能力と加速性能に優れており、超スピードによる残像を利用した分身飛行であるジェットラスファントムを駆使した戦いを得意とする。機首から放つホーミングミサイルジェットラストラホークも強力な武器である。ジェットラス後部の主翼部はエンジンオーG9およびG12の頭部マスクおよび集合コクピットになる。
ジャン・ボエール
声 - 西村知道
GP-19から登場。ゴーオンウイングスの相棒であるジェット旅客機型炎神。クジラのような性質を持つ。機体番号「9」。キャッチフレーズは「ワガハイ全てがファーストクラス」。
ウイング族とジャイアン族の双方に属する。開放的かつ穏やかで思慮深い性格の持ち主で、トリプター・ジェットラス・ゴーオンウイングスの教官であると同時にウイング族の歴戦の勇士でもある。べアールＶからは「ボエールのおっちゃん」、トリプターからは「ボエールのおじき」、ジェットラスからは「ボエール空将」と呼ばれている。推進攻撃力と飛行スピードが強化され、巨大なボディを持ちながらも巨大な無公害ターボファンエンジンを2基搭載し、無経由による超長距離飛行が可能で、高速での飛行や旋回を可能とし、胴体と両翼の下部の4門のビーム砲ボエールビームでの攻撃やボディ上部から噴水状に水を噴射可能でそれによる消火、そして高速飛行形態であるジェットモードへの変形、貨物デッキを内部に持つため、多くのペイロードを輸送可能など、多彩な機能や技を備える。また科学者としての一面もあり、ボンパーを開発したのも実は彼である。教え子であるウイングスとは対照的に、ゴーオンジャーの戦士としての素質を評価しており、最初から協力的な姿勢を示している。走輔のゴーフォンや範人のシフトチェンジャーにいつの間にかやって来ていたことがあるなど神出鬼没な炎神である。半分は同族のキャリゲーターとは異なり特にヨゴシマクリタインに対しての憎しみは覚えていなかった様子。一人称は「我輩」、「ワシ」。口癖は「ボエール（ボエー）」。語尾は「であ〜る」。
12体で唯一CG合成のみで登場。
『10 YEARS GRANDPRIX』では姿のみ登場。

### 古代炎神族
GP-32から登場。6500万年前より存在する3体の列車型炎神。彼らのモチーフである列車のように連結することも可能で、この状態で金色に輝く姿であったことからヒューマンワールドでは「黄金の龍」として語り継がれてきた存在。他の種族の炎神たちからは敬意を込めて「ご先祖」と呼ばれている。
いずれも桁外れの力と荒い気性の持ち主。長い間眠っていたため人間の存在を知らないことから、意思の疎通こそ可能であるが人語を話すことはできない。このため、名乗りに際しては字幕が表示されるという演出がなされている。
かつてホロンデルタールを追ってダイナワールドと呼ばれていたころの恐竜時代のヒューマンワールドに現れ、ホロンデルタールを封印するとともに自分たちごと石化して、現在まで長い眠りに就いていた。その後復活した当初は敵味方関係なしに暴れまわっていたが、走輔の熱いソウルとスピードルの説得に応え、3体とも走輔の「2番目の相棒」となる。
ガイアークに操られて暴れてしまい、さらにそれが原因で走輔がヨゴシュタインにより危機に追いやられるきっかけを作ってしまったため、ヨゴシュタインを倒した後も罪悪感を引きずってしまい、走輔の相棒としての自信を無くして家出をしてしまうなど、ナイーブな一面もある。その際、ソウルの状態で走輔のラジコンカーを操り、その荷台に乗って移動するという能力を見せる。
連結した状態で冷気を噴射して周囲を氷河期にするアイスエイジエクスプレスという技がある。
キシャモス
蒸気機関車型の炎神。マンモスのような性質を持つため、喧嘩っぽい性格。機体番号「10」。キャッチフレーズは「古代発で出発進行」。
一人称はスピードルの通訳によると「オレ」。鳴き声は「パオー」。高圧化した水蒸気によってピストンを押し、動輪を回転させて疾走する。ボディ前部に装備された鼻からの蒸気や、パワーを生かした突撃を得意とする。
古代炎神で唯一コックピットが存在する。
ティライン
新幹線型の炎神。ティラノサウルスのような性質を持つ。機体番号「11」。キャッチフレーズは「のぼるゼ のぞみの炎神」。にぎやかなことが大好きな性格。
鳴き声は「ガオー」。仲のいいケラインとはいつも一緒に行動する。機動力に優れており、ケラインとともに敵に飛びかかって大きなアゴと鋭い歯で障害物を噛み砕くことも可能。
ケライン
新幹線型の炎神。トリケラトプスのような性質を持つ。機体番号「12」。キャッチフレーズは「くだるゼ ひかりの炎神」。楽しいことが大好きな性格。
鳴き声は「ギャオー」。ティライン同様機動力に優れており、彼とともに敵に飛びかかって噛み付き攻撃を繰り出すことも可能。障害物を3本の角で巧みに排除しながら走行し、シャープなフロントノーズで空気抵抗を抑え、騒音を削減することで周囲にとっても快適な運行を行う。

### 流れ炎神
GP-39・40に登場。元々はマシンワールドの住人だったが、強さを求めて次元を放浪していた炎神。レツタカ・シシノシン・ツキノワの3体からなる。詳しくは炎神戦隊ゴーオンジャー BUNBUN!BANBAN!劇場BANG!!#流れ炎神を参照。

### その他の炎神

#### スカイドル
『てれびくん』2009年2月号の読者懸賞品として配布された炎神。機体番号「S」。見た目は白地に青いラインのスピードルで、瞳が燃える赤い炎のようになっているのが特徴。玩具自体はスピードルのリペイントであるため、バスオン、ベアールVとの合体も可能。

### スペック
| 名称             | 番号 | 全高                                                  | 全幅                                        | 全長                                          | 重量                                                      | スピード                                          | 出力        |
| ---------------- | ---- | ----------------------------------------------------- | ------------------------------------------- | --------------------------------------------- | --------------------------------------------------------- | ------------------------------------------------- | ----------- |
| スピードル       | 1    | 11.5 m                                                | 15 m                                        | 32.9 m                                        | 850 t                                                     | 700 km/h                                          | 400万馬力   |
| バスオン         | 2    | 15.6 m                                                | 13.7 m                                      | 36.8 m                                        | 1,300 t                                                   | 300 km/h                                          | 500万馬力   |
| ベアールV        | 3    | 10.7 m                                                | 17.1 m                                      | 21 m                                          | 650 t                                                     | 400 km/h                                          | 300万馬力   |
| バルカ           | 4    | 14.5 m                                                | 13.2 m                                      | 31.8 m                                        | 600 t                                                     | 500 km/h                                          | 250万馬力   |
| ガンパード       | 5    | 11.1 m                                                | 12.2 m                                      | 27.8 m                                        | 600 t                                                     | 600 km/h                                          | 250万馬力   |
| キャリゲーター   | 6    | - 10.7 m（通常時） - 24 m（バルカ・ガンパード積載時） | 19 m                                        | 72.7 m                                        | - 2,000 t（通常時） - 3,200 t（バルカ・ガンパード積載時） | 300 km/h                                          | 800万馬力   |
| トリプター       | 7    | 14.1 m                                                | 24.6 m                                      | 34.2 m                                        | 800 t                                                     | マッハ1                                           | 400万馬力   |
| ジェットラス     | 8    | 13.3 m                                                | 36.5 m                                      | 29.1 m                                        | 800 t                                                     | マッハ2                                           | 400万馬力   |
| ジャン・ボエール | 9    | 24.4 m                                                | - 82 m（通常時） - 89.5 m（ジェットモード） | - 59.8 m（通常時） - 39.1 m（ジェットモード） | 1,400 t                                                   | - 800 km/h（通常時） - 999 km/h（ジェットモード） | 700万馬力   |
| キシャモス       | 10   | 26.5 m                                                | 23.5 m                                      | 61.5 m                                        | 2,000 t                                                   | 450 km/h                                          | 1,200万馬力 |
| ティライン       | 11   | 14.7 m                                                | 10.7 m                                      | 33 m                                          | 500 t                                                     | 550 km/h                                          | 400万馬力   |
| ケライン         | 12   | 14.7 m                                                | 14.9 m                                      | 33 m                                          | 500 t                                                     | 550 km/h                                          | 400万馬力   |
| レツタカ         | 壱   | 11.5 m                                                | 18.4 m                                      | 33.8 m                                        | 900 t                                                     | 730 km/h                                          | 450万馬力   |
| シシノシン       | 弐   | 15.6 m                                                | 15 m                                        | 38 m                                          | 1,400 t                                                   | 330 km/h                                          | 600万馬力   |
| ツキノワ         | 参   | 10.7 m                                                | 17.1 m                                      | 21 m                                          | 700 t                                                     | 430 km/h                                          | 350万馬力   |

## 蛮機族ガイアーク
ジャンクワールドを起源とする、汚染された環境を好む悪の機械生命体の一族。本編ではメインの敵である三大臣の勢力と終盤に登場する総裏大臣の勢力に分けられる。元々は彼らもマシンワールドの住人で、炎神からは絶滅したと思われていたが、生き残っていた三大臣（三賢人とも呼称される）によってガイアークを結成。マシンワールドの征服を目論むが、その結果炎神たちによってマシンワールドから放逐されてしまう。そのため、今度は逃げ込んだ先のヒューマンワールドの海上にヘルガイユ宮殿を築き、蛮機獣などの戦力を送り込み地球環境の汚染を進める。
人間とは美的感覚が異なり、「汚い」が褒め言葉で「美しい」と言われることを侮辱だと感じる（しかし、かわいいとカッコいいは褒め言葉）。大臣同士は互いに実力を認め合っており、協力して作戦を進めることも多い。またウガッツを含め部下に対する信頼も篤い。ゴーオンジャーの敵であるが、ガイアークと全く面識のない怪物ロムビアコが現れた際には「支配する地球がなくなっては意味がない」とゴーオンジャーと手を組む。三大臣は「蛮機族が平和で暮らせる汚い世界」を理想としていたが、総裏大臣とその配下の登場により大きく揺らぐこととなる。
蛮機族のシンボルマークは「蛮」の字を象ったもので、種族によってそのシンボルの輪郭が異なり、害気目は逆三角形、害水目は三角形、害地目は六角形となっている（一部例外有り）。終盤に登場した3人の幹部のシンボルは六芳星である。
本編では主要な幹部や首領格が倒されても、ガイアークの生き残りは全ての次元を汚すために色々な世界で今なお暗躍しており、本編の後日談である『侍戦隊シンケンジャーVSゴーオンジャー』では害統領バッチード、『海賊戦隊ゴーカイジャー』では保蛮官チラカシズキーと害統領（二代目）ババッチードが登場する。
- 企画段階では、哺乳類などをモチーフにしていた炎神に対して、デザインに虫の要素を取り入れることが検討されていたが、ディテールが細かくなりすぎるため、初期の蛮機獣や蛮ドーマなどのみに留まっている[44][45]。

### 三大臣一派
ヒューマンワールド改造計画を進める侵攻勢力。その目的は故郷を失い11次元を放浪する蛮機族に安心して暮らせる世界を造ることである。
2012年公開の劇場作品『海賊戦隊ゴーカイジャーVS宇宙刑事ギャバン THE MOVIE』にも3人とも登場。
- デザインイメージは廃工場と分かり易さ[46]。当初は虫の要素が入る予定だったが、各大臣を構成する部品と廃工場を表現する上で、テーマをぼかしてしまうため、排除された[46]。

害地大臣ヨゴシュタイン（）
声 - 梁田清之、スーツアクター - 清家利一
本名はバロン・ヨゴレックス・ド・シュタイン。ガイアークを束ねる三大臣の1人で、大地を汚す目的に特化した害地目の蛮機獣を開発・製造する。パワーに優れたガイアーク一の武闘派で、戦闘時にはヨゴシュピアと呼ばれる巨大な槍を使用。ケガレシアほどではないが前線に出ることもある。語尾は「ナリ」。怒ると頭部のピストンが激しく上下する。必殺技は相手の胴体にゼンマイらしきものをねじ込み相手を銅像化するゼンマイネジ攻撃で、一度走輔に命中させて彼を死の寸前までに追いやった。またヨゴシュピアからは電撃ヨゴシュピアグラエン怒を放つ。
部下や仲間、とりわけヒラメキメデスに対する信頼は篤く、ヒラメキメデスを失った際には憎しみに囚われ、仲間意識の感情を捨て去って戦いを挑んだことがあるが、結局は完全に捨てることができずにいる。しかし、後にホロンデルタールの復活に執心したことで、ケガレシアやキタネイダスの忠告にも耳を貸さずに単独で暴走に走り、遂にはその力を手にしヒューマンワールド、そしてゴーオンジャーをも窮地に陥れる。しかし前述したゼンマイネジ攻撃で一度は生死の境をさまよった走輔の逆鱗に触れ、一騎討ちの末に倒される。
- デザインは、三大臣のリーダー格であることと、巨大戦があることを考慮して大柄な体格となった。

害気大臣キタネイダス（）
声 - 真殿光昭
害気目に属するガイアーク三大臣の1人で、空気を汚す目的に特化した害気目の蛮機獣を開発・製造する。狡猾で意地悪な作戦が好きな頭脳派で、ブレーンワールドの知識にも長けており、ガイアークが使う兵器などの製作も行っている。他の2人に比べて前線に出る頻度は少ないが、戦闘能力は高い。また、戦闘での仲間の成果をある程度認める度量も持ち合わせている。武器はキタネイバーと呼ばれる有毒爆煙が噴き出す杖で、背中の煙突から黒鉛弾を噴射するガイキアタックという技を持つ。語尾は「ゾヨ」。怒ると頭部の煙突から煙が噴出する。ヒューマンワールドで覚えたトランプが趣味。三大臣の中で唯一巨大化をしておらず、直接の関係者も登場していない。
終盤、己の欲望のためならば部下をも邪険に扱うヨゴシマクリタインにケガレシアとともに反旗を翻すも、彼の強大な力の前に敵わず、最期はゴーオンジャーにヨゴシマクリタインの陰謀を教え、ケガレシアとともに息を引き取る。
- デザインイメージは狡猾な策士という設定であったことから、顔のデザインは人当たりがいいが冷酷という二面性のある性格を想定して、左右で違う表情となっている。また、煙と歯車で感情を表現している。「狡賢い」とデザイン画にメモしてあったことから、笑った顔ではあるが背中にナイフを隠し持っているようなキャラとして描かれた。

害水大臣ケガレシア（）
演 - 及川奈央
害水目に属するガイアーク三大臣の1人で紅一点。
水を汚す目的に特化した害水目の蛮機獣を開発・製造する。銀色のセクシーな鎧をまとった人間の美女のような姿をしているが、皮膚の下には機械が蠢いている。また、自らを「偉大なる機械生命体の乙女」と称するが、ゴーオンイエローなどからおばさん呼ばわりされることがあり、子ども（座敷わらし）にまでおばさん呼ばわりされた時は、怒りのあまり巨大化するという大人げない一面を見せた。
また人間の姿に変化することも可能で、その際には汚石 冷奈（）の名前を名乗ることもありグリーンの心を掴んでしまっていた。許婚の家であるアレルンブラ家の者からは「姫」と呼ばれて慕われているが、ヨゴシュタインとヒラメキメデスのような関係とは異なり、ケガレシアの側は彼らに好感情を抱いていない様子。鞭やロッドに変化するケガレスティックを武器とする。怒ると頭のバルブが開き、肩から汚れた爆破性の液体を噴射する。楽しく不思議な作戦を指揮するお茶目な幹部。語尾は「オジャル」。
「G3プリンセス」のセクシー担当でもあり、イエローやシルバーに合わせて「惚れなきゃ後悔!」というキャッチフレーズを名乗ったこともある。
終盤、ヨゴシマクリタインのあまりの傲慢さに我慢ができなくなり、「ガイアークに独裁者は不要」とキタネイダスとともに謀反を起こそうとするも、ヨゴシマクリタインには敵わず致命傷を負わされ、最期はゴーオンジャーにヨゴシマクリタインの陰謀を教え、キタネイダスとともに息を引き取る。
『空飛ぶ幽霊船』にもG3プリンセスとして登場。
- デザインを担当した酉澤安施は、『ULTRASEVEN X』で出会った及川奈央をイメージにデザインしていたが、実際に及川が配役されるとは想像していなかった。当初のデザインでは可愛らしさと色気を兼ね備えた女王様系だが萌えなデザインを目指していたため肌の露出が少なかったが、配役が及川に決定したため足・腰・肩を非対称に変更し、露出が増やされた。バルブで怒って出た蒸気を締める構造がウケたため、幹部には感情を表現するパーツを着けることとなった。

害地副大臣ヒラメキメデス（）
声 - 中井和哉
GP-15から登場。害地目に属するヨゴシュタインの直属の部下。元は身分の低い科学者で、ガイアークを倒すことで自らの才能を世に知らしめようと考えていたが、蛮ドーマなどを開発した実績と知力をヨゴシュタインに認められ、彼の判断で副大臣に抜擢される。以来、ヨゴシュタインには絶対的な忠誠を誓っており、ヨゴシュタインもまたヒラメキメデスを心から信頼している。その一方、キタネイダスやケガレシアからはあまり快く思われていない。丁寧な言葉遣いと柔らかな物腰が特徴だが、その実、計算と策謀によって敵を陥れるガイアークきっての策士。直接戦闘においてはヨゴシュタインから授けられた敵を計り、正確無比な攻撃を行う剣ハカリバーを愛用し、正三角形斬りや二等辺三角形斬りなど独自の計算を用いて編み出した剣技を多用する。名案を思い付くと頭にある3つの電球が光り（テレビ画面から見て左→右→中央の順）、その際の「ポク、ポク、ピーン!ヒラメキましてございます」が口癖。
マシンワールドで炎神たちに連戦連勝していたが、トリプターとジェットラスの追跡を受けて異世界へと逃れ、三大臣より遅れてヒューマンワールドに合流。その実力でゴーオンジャーとゴーオンウイングスを苦しめるも、相次いではね返される。連敗を重ねた末、ヨゴシュタインをも巻き込んだ作戦までも失敗したことでヨゴシュタインに合わせる顔がなくなり、自らその責任を負うべく得意の計算を放棄し、力任せの形態デタラメデスへと変貌をとげるも敗北して死亡。
しかし敗北後も幽霊体ウラメシメデスとなって現れる。
特製DVDでは兄のココロオトメデスが登場する。
『仮面ライダー×スーパー戦隊×宇宙刑事 スーパーヒーロー大戦Z』ではヒラメキメデスの状態で宇宙犯罪組織マドーの怪人として登場。
- デザインは科学者という設定からルネサンス期の発明品や研究道具などで構成されている。木の分銅や歯車、天秤を中心に分度器や定規を取り付け、アルキメデスの象徴である円周率のπの模様と目盛りを各所に描いている。頭部には、漫画でひらめいた際に出る電球を配置している。

デタラメデス
GP-23に登場。ヒラメキメデスが蛮機獣100体分のビックリウムエナジーを注入して変貌する姿。予測不能なデタラメな攻撃を放つデタラメ殺法を用いる。
走輔のゴーオンランデブーに敗北して死亡。
- 胸部のデザインはレオナルド・ダ・ヴィンチが設計した戦車の大砲をモチーフとしている。暴走感を出すため、左右非対称にしている。体内からの暴走エネルギーによってあちこちが壊れてバネが飛び出しており、体についた逆さにした大砲もでたらめに撃つイメージとなっている。カッターの刃を腕に付けている。

ウラメシメデス
GP-24に登場。倒された恨みが消えず、幽霊となったヒラメキメデス。サムライワールドの妖怪「伐鬼」と結託し執念深くゴーオンジャーを襲う。敗れた伐鬼と合体してヒラメキ伐鬼となるが、最後は塩で清められ成仏する。
- 伐鬼には顔がなかったため、ウラメシメデスの顔を付けることで操られていることを強調しており、顔が胸に出たときに効果的に見えるように伐鬼の首を元々長くしている。胸のひび割れは胸の顔との境界線を馴染ませるための意匠となっている。

### ヨゴシマクリタイン一派
ガイアークの黒幕（フィクサー）総裏大臣ヨゴシマクリタインが率いる一派。蛮機族の第三の故郷建設を目論む三大臣たちと違い、個人のエゴで行動する。息子である害地大臣ヨゴシュタインを裏で操り、総てのブレーンワールドを汚染・蹂躙し支配を目論んでいる。

総裏大臣ヨゴシマクリタイン（）
声 - 梁田清之、岡元次郎
GP-46から登場。三大臣を裏で操る蛮機族ガイアークの実質的な指導者。ヨゴシュタインの父親で、息子と同じく害地目出身であるが、キタネイダスとケガレシアは知らなかった。仲間思いな息子とは逆に非常に冷酷な性格で、目的のためなら自分以外の者がどうなろうと気にかけない独裁者。ゴーオンジャーに敗れた息子のヨゴシュタインに弔いの言葉をかけるどころか「役立たず」と罵倒するなど、身内に対してもその思考は徹底している。「ナリナ」という語尾、そして声や風貌はヨゴシュタインに似ている。
デンカノボウトウと呼ばれる棒状の武器と、3つのブレーンワールドのゴミの力を利用した正義解散という必殺技を持ち、一度はグリーン、ブラック、ウイングスとエンジンオー構成以外の炎神たちを消滅させる。その他にも等身大でガンバルオーの踏み付けを受け止めて押し返し、地面一突きで町を容易く壊滅させ、G12グランプリを受けて四散しても即座に再生するなど、総裏大臣の名に恥じぬ実力を見せる。ほかにも他者を自分の盾および操り人形にするクグツカイライセイケンや、強力なエネルギーをデンカノボウトウから放つ最終独裁宣言 ヨゴシマニフェストブレイクなど、政治に絡めた技が多い。
11ある全てのブレーンワールドを裏から汚染・蹂躙しようと企む。かつて息子にデウス・ハグル・マギアやガイアークを与え、マシンワールド、ヒューマンワールドの汚染を命じた。全てを汚しつくすことだけが目的で、11次元の覇者になることを目論んでおり、ヒューマンワールドに到来する以前には害気目出身のチラカソーネ、害水目出身のキレイズキーを率い3つのブレーンワールドを壊滅させた他、ジャイアン族を絶滅寸前に追い込んでいる。後に三大臣の手ぬるいやり方に腹を立て、キレイズキーの残したムゲンゴミバコを通ってヘルガイユ宮殿に出現、圧倒的な力でゴーオンジャーを窮地に追い込む。
前述の通り冷酷非情な性格ではあるが、正義解散使用後にエネルギーの消費で空腹になり腹を鳴らしたり、キタネイダスやケガレシアをおだてた際一緒に「ルネッサーンス!」の掛け声と共に乾杯をしたり、最終決戦でゴーオンジャーに敗れた際に「アイムソーリー（総裏）!」とギャグの最期のセリフを述べて最期を遂げるなど、ギャグ要素もいくつか見られる。
- 最強のボスのため、上下左右に広がった最も大きなスーツとなり、頭部のピストンは3本に増やすなど、ヨゴシュタインとは親子のため似た部品で構成しているが、風格を出すため、髭面で首や腰にボアを使用している。両肩にはアクセサリー的な骸骨の装飾を施している。

『スーパー戦隊199ヒーロー大決戦』にも登場。
『仮面ライダー×スーパー戦隊 スーパーヒーロー大戦』では大ザンギャックの怪人として登場。

掃治大臣キレイズキー（）
声 - 竹本英史
GP-42から登場。汚染目標のブレーンワールドから邪魔者を掃除する害水目出身。炎神を始めとする様々な正義の味方を片付けるのに有効なおソウジ七つ道具を使いこなし、ヨゴシマクリタインとチラカソーネとともに3つの世界を滅ぼしてきた戦いのプロフェッショナル。
軍人口調で基本的にクールな性格だが、『ゴルゴ13』の主人公の信条や『天才バカボン』に登場するレレレのおじさんの口癖のパロディを見せたり、キタネイダスらとすぐに意気投合したり、おソウジ七つ道具の一つメンボークナイを破壊された際、「面目ない」とだじゃれをかましたりと、他の2名に比べればいくらかユーモアのある性格。語尾は「であります」。
ゴーオンジャーを敗北させてバラバラの世界に飛ばし、「ヒューマンワールド年末ジャンボ大掃除」と銘打った作戦でブレーンワールドを綺麗さっぱりに吹き飛ばし、汚しまくった。
ドッキリウムエナジーを使って超産業革命を起こし彼らを圧倒するが、エンジンオーG12には敵わず、G12グランプリを受け敗北する。
後に彼の残したムゲンゴミバコからヨゴシマクリタインとチラカソーネが出現することになる。
本人は3つの世界を滅ぼしてきたと豪語していたが、実際にはヨゴシマクリタインが滅ぼした世界の残骸を後片付けしていただけらしい。
『スーパー戦隊199ヒーロー大決戦』では、黒十字城の手で巨大再生怪人として登場。
- スナイパーという設定から、顔のデザインはゴルゴ13や『西部警察』の大門圭介をモデルにしており、それに未来から来た暗殺ロボットを合わせてデザインされ、ボディのデザインもスーツ風になっており、薬莢風デザインのボタン、体や髪型はホウキ・ちり取り・バケツ・雑巾・ハタキの掃除道具で構成されている。

危官房長官チラカソーネ（）
声 - 島田敏
GP-47に登場。総裏大臣の女房役としてブレーンワールドを壊滅させようとする害気目出身。態度や口調こそ一見ふざけているようにも見えるコミカルなものだが、実際はヨゴシマクリタイン同様に冷酷非情な性格である。語尾は「なのーね」。
相手の攻撃を効かんボーにする天地羅荷死憲法（）の使い手で周囲を塵とゴミにして爆散させる天地無用、受け止めたエネルギーを倍返しする天地逆転など多彩な技で相手を攻撃する。
その力でゴーオンジャーの攻撃をことごとく跳ね返し敗北させたが、グリーンとブラックの連携、そしてジャンクションライフルの攻撃を跳ね返している隙をついて発射されたウイングブースターとハイウェイバスターの攻撃を受けて敗北。
その直後、ドッキリウムエナジーを飲んで大産業革命を起こし巨大化。エンジンオー、セイクウオーを圧倒し合体解除に追い込んだがガンバルオーの気合に敗れガンバルグランプリのエネルギーを受けとめきれず爆散する。
『スーパー戦隊199ヒーロー大決戦』では、キレイズキーと同様に黒十字城の手で巨大再生怪人として登場。
- 当初は受けた攻撃を倍にして返すピエロのようなキャラという設定で、上腕に盾を設け、掛け算を表す×マークやそろばんなどはその名残である。だが、食べて吐き出す形となったため、デブキャラとなり、危官房長官のイメージから頭はバーコードヘアー風にしている。

### その他の蛮機族
害水王子ニゴール・ゾ・アレルンブラ（）
声 - 野島健児
GP-26に登場。蛮機族害水目の由緒正しき名門の一つ、アレルンブラ家の害水王子。口癖は「美しい」。
蛮機族でありながら美しく清潔なものを愛する人間的美的感覚の持ち主（ケガレシア曰く「変態」）。ヒューマンワールドにやってきていたが体質は蛮機族と変わらないため、清浄な環境に耐えられず仮死状態となっていたが、ケガレシアの汚水パワーを受けて復活する。武器はニゴールレイピアで、嵐や暴風雨、雷などの天候を操る能力を持ち、周囲に甚大な被害を与えながら戦う。
身体を液化してケガレシアと害水合身した「ミックス・ケガレゴール」という技で巨大化し、能力やパワーが倍増する。
G9グランプリを受けるが何とか耐えきり、暴風雨や雷を操ってエンジンオーG9を圧倒。ジェットラスを弾き飛ばし合体を解除させたが、ニゴールはベアールの美しさに一目惚れし彼女に求婚。しかし当時ジェットラスに恋をしていたベアールにその想いは通じず、さらにイエローとシルバーの連携攻撃を受け敗北。ケガレシアにビックリウムエナジーを自分に与えてくれるよう頼んだが、もとより自分を「美しい」と表現するニゴールをケガレシアは嫌っており、ビックリウムを与えられることなくそのまま爆散して果てる。
- 中世の貴族の髪型や衣装をアレンジして、放水口にしている。綺麗なものが好きという変態を表すため、ニヤけた表情にしている。水の青と高貴な金色、ケガレシアの赤という配色で構成されている。アレルンブラ家の紋章は台風と水流を表している。

害水機士ウズマキホーテ（）
声 - 楠見尚己
GP-25に登場。アレルンブラ家を守り、ニゴールに仕える害水目の害水機士。盾と槍で武装し、大渦を巻き起こして吸引力で相手のエネルギーを吸収し、自分の力としてしまう能力を持つ。口癖は「イタダキ〜！汚水パワー」、「○○しナイト」。
かなり前からヒューマンワールドにやってきていたが清浄な環境に耐えられず仮死状態となっており、近くにあるゴミを吸収しつつ地蔵と化して眠りに就いていたが、ケガレシアの汚水を受けて復活する。
ゴーオンジャーを圧倒するが、地蔵となっていた間、連が母親のために真心を込めて作っていたオムレツを供えられ続けられていたためその部分が綺麗な部分として残り、さらに母の死に憤った連に石を投げつけられ、ひび割れていた部分が弱点となっており、そこを攻撃されたことで敗北。巨大化して炎神たちの攻撃を吸収して苦戦させるが、新たに開発されたキューユソウルによってパワーアップしたエンジンオー、ガンバルオー、セイクウオーのゴーオンジャーストームを受け爆散する。
- 名前の由来は渦巻きとドン・キホーテ。ひび割れた顔の表情が左右で異なっており、ニゴールの家臣と考え、サムライワールドとの差別化と地蔵時に身体を隠す盾が必要だったため、西洋甲冑風となり、害水目のため、パイプを各部にあしらっている。

蛮機族ホロンデルタール
GP-34、35に登場。6,500万年前にダイナワールド（後のヒューマンワールド）の恐竜を滅ぼしたとされる古代の蛮機族。猿人のような姿をしている。キシャモスを初めとする古代炎神によって封印されていたが、ヨゴシュタインの執念の捜索の末発見され現代に蘇る。
体内で生み出した滅びのエネルギーを全身のゼンマイバネで巻き取って凝縮、両肩のゼンマイネジの回転によってホロンデン波と呼ばれる電波を周囲に拡散する能力を持つ。このホロンデン波は簡単な機構を持つ機械や生物の機能を狂わせて同士討ちをさせる能力を持ち、恐竜たちを滅ぼしたのもこの能力を使った同士討ちである。しかし意志を持つ炎神には効果がなく、6,500万年前は古代炎神に敗れ封印されたが、ヨゴシュタインの開発したパワーアップゼンマイネジを移植されたことで強化され古代炎神を操るまでに能力が増大。キョウレツオーを操り、炎神たちを同士討ちさせたが、ゴーオンジャーの活躍によって洗脳が解除され全ての炎神を合体させたエンジンオーG12には敵わずG12グランプリを食らい敗北する。口癖は「ゴホゴホ」。
- 名前の由来はネアンデルタール人。デザインモチーフはゴリラとゼンマイ。原始人にした蛮機獣という依頼だったため、初稿時にはネアンデルタール人のような風貌で先祖であったため、老人っぽく描いていたが、強そうに見せたかったため、老人ではなくゴリラとなった。パワーアップゼンマイネジは、ヨゴシュタイン風に少し進化させ、近代的な機械にしており、強くなった感を出すため、尖った形にしている。

害統領バッチード
GP-FINAL（最終回）において、存在が明かされたガイアークの初代害統領。詳細は侍戦隊シンケンジャーVSゴーオンジャー 銀幕BANG!!#オリジナルキャラクターを参照。

### 戦闘要員
蛮機獣（）
ガイアークが地球征服のために作り出す機械生物。蛮機獣製造機によって生み出され、モチーフとなった物や機械の外見や機能などがそのまま再現された肉体を持つ。名称は「〇〇バンキ」。害気目・害水目・害地目と、作った大臣によって3つに分類される他、害地水気スペシャル目と呼ばれる三大臣の合作による蛮機獣も存在する。三大臣の命によって、ウガッツを引き連れ地球環境の汚染を進める。命令を了解した時は「かしこまり〜」と返す。
地球に逃れてきた当初は巨大化能力を有していなかったが、後にビックリウムエナジーが搭載され、体内にエナジーを漲らせることで産業革命（巨大化）が可能となった。倒された際には特徴的な捨てゼリフを残す。

蛮機兵ウガッツ（）
スクラップから作り出されるガイアークの一般兵士。マイナスドライバーを模した短剣を武器とし、基本的に蛮機獣に従い集団で行動する。また蛮ドーマの操縦も担当し、通常時のみならず巨大戦でも蛮機獣をサポートする。ヒラメキメデスの持つネジによってパワーアップする。害水王子ニゴール直属には女性的な容姿をしたアレルンブラ家専用ビューティーウガッツも存在する。ジャンクワールドでは人間をウガッツにすることもできる。
『銀幕BANG!!』では2体1組でバイク形態であるウガッツバイクに変型し、外道衆の戦闘員・ナナシ連中を騎乗させる連携を見せる。
『スーパー戦隊199ヒーロー大決戦』『空飛ぶ幽霊船』『ゴーカイジャー』第35、36話にも登場。
- デザインは壊れた人形をイメージしており、針金や鉄屑を丸めて捨てたものが人型になったというコンセプトで描かれている。